# تيبريوس (ابن موريكيوس)
تيبريوس (باليونانية: Τιβέριος؛ توفي في 27 نوفمبر 602) كان الابن الثاني للإمبراطور البيزنطي موريكيوس وزوجته قنسطنطينا. قصده والده أن يرث إيطاليا والجزر الغربية ومركزها روما؛ ومع ذلك، فإن هذا لم يؤت ثماره حيث أُطيح بوالده على يد الإمبراطور الجديد فوقاس، الذي أعدمه هو ووالده مع إخوته الأصغر منه، في ميناء إوتروبيوس، خلقدون.